# ألبرتو روجاس
ألبرتو روجاس (بالإنجليزية: Alberto Rojas)‏ هو كاهن كاثوليكي أمريكي، ولد في 5 يناير عام 1965، في ولاية أغواسكالينتس في المكسيك.